# 吉田義一
吉田 義一（よしだ よしかず、1950年2月3日 - ）は、日本の国土交通技官。国土交通省北海道開発局長や、国土交通省北海道局長を務めた。

## 人物・経歴
北海道出身。1972年北海道大学工学部土木工学科卒業、北海道開発庁入庁。1978年建設省中部地方建設局長島ダム工事事務所調査設計課長。1981年北海道開発局帯広開発建設部札内川ダム調査事業所長。1984年北海道開発局室蘭開発建設部沙流川ダム建設事業所長。
1986年北海道開発局石狩川開発建設部工務第1課長。1987年北海道開発局石狩川開発建設部計画課長。1988年北海道開発庁水政課開発専門官。
1991年北海道開発局建設部河川計画課河川企画官。1994年北海道開発局石狩川開発建設部次長。同年北海道開発局室蘭開発建設部次長。1996年北海道開発局建設部河川管理課長。1997年北海道開発局建設部河川計画課長。
2000年北海道開発庁水政課長。2001年国土交通省北海道局企画課長。2002年国土交通省北海道開発局事業振興部長。2003年国土交通省北海道開発局建設部長。2004年から国土交通省北海道開発局長を務め、コスト削減や事業の重点化を進めた。
2005年国土交通省北海道局長。2007年財団法人北海道河川防災研究センター理事長。2011年一般財団法人北海道河川財団理事長。2013年北海道建設業信用保証株式会社代表取締役社長。2023年北海道建設業信用保証株式会社取締役相談役。